# Szent Miklós-templom (Korpona)
A Szent Miklós-templom egy római katolikus plébániatemplom Horvátországban a Krapina-Zagorje megyei Korpona városában.

## Fekvése
A templom a város központjának északi szélén, egy kiemelkedő helyen, a Juraj Strossmayer és a Vladimir Nazor utcák kereszteződésében, a Szent Miklós téren áll.

## Története
A város Szent Miklós tiszteletére szentelt középkori templomát 1311. július 6-án említi először Kazotics Ágoston zágrábi püspök oklevele „Sancti Nicolai de Krapina” alakban. Ez a templom ma már nem áll, valószínűleg egy román stílusú templom volt. Helyette a 15. században új, gótikus templomot építettek, amelyből mára csak a szentély maradt meg, a mai templom szentélyét képezi. A templom pontos építési idejéről és építtetőjéről az egyházlátogatások iratai sem adnak információt. Az iratok alapján annyi tudható, hogy egész templom falazott volt, teteje deszkákból, padozat pedig téglából készült. 
A legrégebbi, 1639-ből fennmaradt egyházlátogatás sok régi kerámiát említ. Már megemlíti, hogy az egész templom boltozatos és 5 oltára van. Az 1665-ben tett látogatásakor azt olvassuk, hogy az egész templom boltozatos, hogy öt oltár van benne, és hogy a toronyban három harang van. Nikola Gorup plébános 1747-ben a padlót kőlapokkal burkoltatta. 1749 és 1759 között a tornyot magasították.
Mivel a templom túl kicsi volt, 1901-ben lebontották, és helyére Josip Vancaš tervei alapján jelenlegi neogótikus stílusú templomot építették. A templom kevesebb, mint két év alatt épült fel (1901. november 2-tól, amikor az alapkövet letették, 1903. szeptember 27-ig, amikor felszentelték).
A plébániatemplom építésének 100. évfordulója alkalmából nagy felújítás kezdődött. Ezért 1999-ben teljesen új burkolólapokat kapott, 2000-ben és 2001-ben az egész harangtornyot felújították, új toronyórát és új harangtartó szerkezetet építettek be. 2006-tól 2008-ig folytatódott a plébániatemplom rekonstrukciója. Ennek során a belső vakolatot javították és újrafestették, minden ólomüveg ablakot felújítottak, új keresztút állomásokat létesítettek, az orgonát restaurálták, új oltárt és szószéket építettek, a templom új világítást kapott, megújult a homlokzat és a templom parkosított környezete. A megújult templomot Szent Miklós ünnepén, 2008. december 6-án megáldották. Ugyanezen a napon áldották meg a Szent Miklós szobrot a plébániatemplom előtti újonnan elnevezett Szent Miklós téren. A szertartást Josip Bozanić zágrábi érsek vezette.

## Leírása
A régi templom alaprajza feltűnően szabálytalan volt, ami egyrészt a fokozatos hozzáépítésekkel, másrészt a talaj jellegével magyarázható, amelyen az alapjai álltak, és amely nem más, mint a természetes dombról lefaragott alacsony fennsík. A templomnak két hajója volt. A főhajó nem a szentély hosszanti tengelyének folytatása volt, hanem attól valamivel balra tért ki. A szentélyt háromoldalú, sokszög alakú apszis zárta. Mióta a szentélyt gótikus boltozat borította a szentély külső falát öt támpillérrel erősítették meg. A szentély jobb oldalán volt a harangtorony, ennek aljában pedig a keresztboltozatos sekrestye volt kialakítva, mely ma is megvan, de most tárolóhelyiségként szolgál.
Minden bizonnyal a főhajó, a szentély és a harangtorony voltak a templom legrégibb részei és csak később, a késő gótika idejében építették hozzá az oldalhajót, vagy ahogyan a helyiek nevezték a Mindenszentek-kápolnát, amely a főhajó falába két helyen áttört nyílással kapcsolódott a főhajóhoz. Mindkét hajót keresztboltozat borította, mely három gótikus mezőre osztotta. Az oldalhajó lényegesen alacsonyabb volt. A szentélyt valószínűleg az 1775-ös földrengés után barokk boltozattal látták el. A kórus a hajó első részében épített hármas boltíven nyugodott. A gótikus boltozat bordáit konzolok tartották. A záróköveket különféle szimbólumokkal díszítették. A főhajó előtt, melyet a szentélytől diadalív választott el, kis gótikus előcsarnok volt. A szentélyből a sekrestyébe vezető későgótikus ajtó ma is megvan. A főbejárat feletti Szent Miklós dombormű ma a templom melletti támfalba van befalazva, de a fagyok sok kárt tettek benne. A szentély egykori gótikus boltozatának bordái konzolokon nyugodtak, amelyek közül az egyik ugyancsak a támfalba van építve.

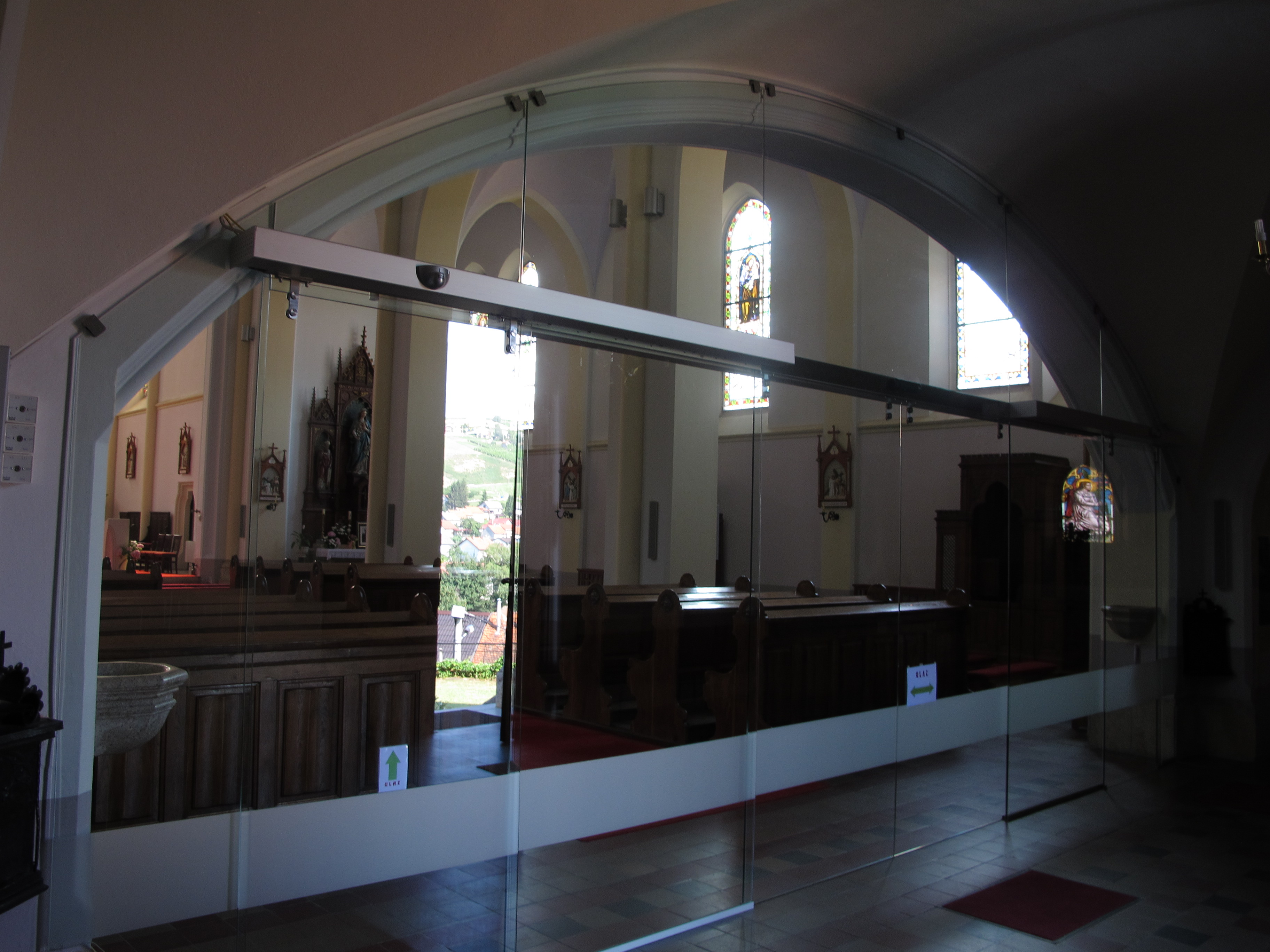
A templom belső tere

A szentélyben három körablak, a harangtorony mellett pedig egy gótikus ablak volt. A jobb hajóban két nagy ablak volt az alsó részen gótikus kerettel, a barokk korban mindkettő felső részét lekerekítették. A harangtornyon máig megmaradtak a kis gótikus ablakok, de a többi ablak már barokk stílusú. A régi toronysisak nagyon hasonlított a zágrábi székesegyház régi toronysisakjára. A templomnak hat oltára volt: A szentélyben álló főoltár Szent Miklósnak, a hajóban jobbra található oltár Szűz Máriának, a balra levő pedig Szent Mártonnak volt szentelve. A fő és az oldalhajó között is állt egy-egy oltár, melyeket Szent János apostolnak és Xavéri Szent Ferencnek szenteltek. Az oltárok mögötti falat freskók díszítették, melyek nagyon jókezű mestertől származtak a 15. századból. Ezek közül két töredéket ma a zágrábi régészeti múzeumban őriznek, míg az oldalhajó falának festményei nem maradtak fenn. 
Az oltárok közül egyik sem maradt fenn. Különösen nagy veszteség a főoltár elveszítése, mely csak fényképen maradt fenn. A közepén a tabernákulum felett Szent Miklós szobra állt, melytől jobbra és balra két-két oszlop volt, az oszlopok között és mellett négy egyháztanító szobrával. A tabernákulum mellett jobbra és balra kis fülkékben a négy evangélista szobra volt elhelyezve. Az oltár kitűnő minőségű barokk munka reneszánsz részletekkel volt a 17. század első feléből oszlopokkal, architrávval és jellegzetes berakásokkal díszítve. 
A templomban őrzött miseruhák közül egy ezüsttel gazdagon hímzett, 18. századi vörös bársony kazulát kell kiemelni. Az arannyal hímzett növényi ornamentika a keleti mintákra emlékeztet. A liturgikus tárgyak közül kettő az említésre méltó: két késő gótikus kehely a 17. századból.